# Alexander Brenner (Diplomat)

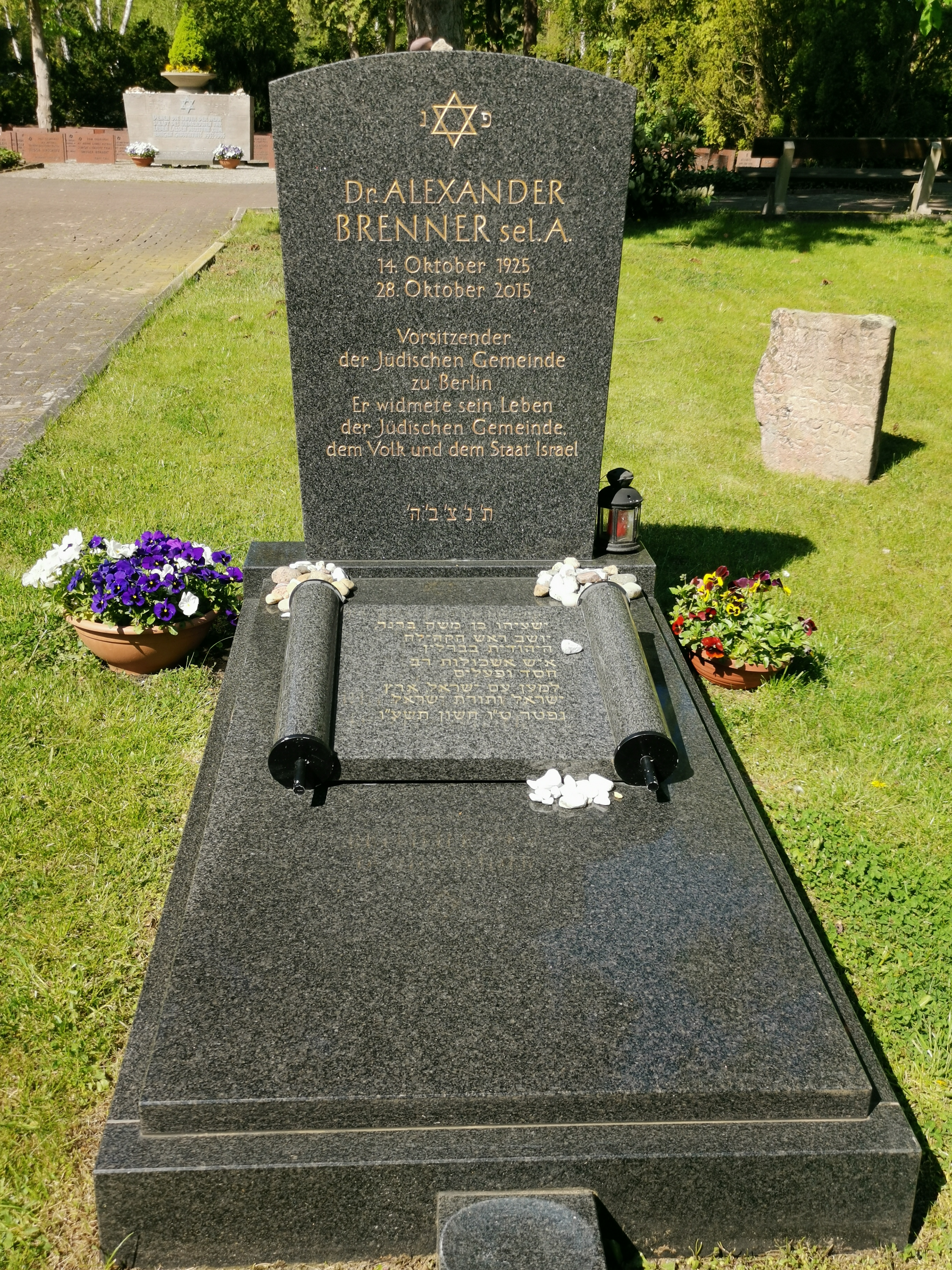
Grab auf dem Jüdischen Friedhof Heerstraße

Alexander Brenner (* 14. Oktober 1925 in Tomaszów Lubelski, Polen; † 28. Oktober 2015 in Berlin) war ein deutscher Diplomat. Er widmete sein Leben vor allem der internationalen wissenschaftlichen Zusammenarbeit.

## Leben
Alexander Brenner wurde am 1. Oktober 1925 als zweites Kind in eine jüdische Familie in Tomaszów Lubelski bei Lublin geboren, wo sein Vater einen Zeitschriftenladen mit angeschlossener Leihbibliothek betrieb. Brenners Jugend war seit dem Einmarsch der deutschen Truppen in Polen 1939 stark durch antisemitische Verfolgung geprägt. Zunächst flüchtete seine Familie ins sowjetisch besetzte Polen. Dort wurde er in die Obhut einer Tante in Lwów (Lemberg) gegeben, wo er weiter die Schule besuchte. Seine Familie wurde bald darauf von den Sowjets nach Sibirien verschleppt. Als die deutschen Truppen 1941 auch das sowjetisch besetzte Polen und die benachbarte Ukraine einnahmen, musste Brenner mit seiner Tante ins Ghetto gehen, floh aber bald durch die Wälder und schlug sich vor den deutschen Truppen bis nach Sibirien durch, wo er 1944 in Bijsk seine Familie wiederfand. Dort und in Novosibirsk ging er wieder zur Schule und konnte 1946 das Abitur ablegen, bevor die Familie wieder zurück nach Polen geschickt wurde, diesmal nach Szczecin (Stettin). Da sie dort mit Steinwürfen empfangen wurde, beschlossen die Eltern, mit Brenners Schwester nach Palästina auszuwandern, wo sie nach einem Aufenthalt in einem Lager für „Displaced Persons“ in der US-Besatzungszone Deutschlands 1948 ankamen. Brenner zog es vor, in Deutschland zu bleiben.
Ab 1947 studierte Brenner zunächst an der Universität Erlangen und dann an der Technischen Universität Berlin Chemie und physikalische Chemie. Bedingt durch die Notwendigkeit, seinen Unterhalt selbst zu finanzieren, konnte er das Studium erst 1954 mit dem Diplom abschließen. Anschließend fand er eine Anstellung als Wissenschaftlicher Mitarbeiter am Fritz-Haber-Institut der Max-Planck-Gesellschaft, die er mit der Promotion verbinden konnte, die er 1961 abschloss. Die folgenden zehn Jahre arbeitete er als Chemiker im Rudolf Virchow-Krankenhaus (1946), im Hahn-Meitner-Institut für Kernforschung (heute Helmholtz-Zentrum Berlin) von 1963 bis 1965 und als Laborleiter im Bundesgesundheitsamt.
1971 kam die Wende zu der Tätigkeit, die sein weiteres Leben prägen und ihm Gelegenheit geben sollte, die verschiedenen Kulturen, die er in sich trug und durch seinen ungewöhnlichen Lebenslauf aufgenommen hatte, fruchtbringend zur internationalen Verständigung einzusetzen. Er wurde der erste Wissenschaftsreferent an der deutschen Botschaft in Moskau. Die Einrichtung dieser Stelle war ein Ergebnis einer Russlandreise des damaligen Bundesministers für Bildung und Wissenschaft, Hans Leussink, im Rahmen der neuen Ostpolitik der sozialliberalen Koalition unter Bundeskanzler Willy Brandt.
In den fünf Jahren dieser Tätigkeit erwarb er sich das Vertrauen vieler Mitarbeiter des Bonner Forschungsministeriums (heute Bundesministerium für Bildung und Wissenschaft), das ihn nach seiner Rückkehr aus Moskau zunächst 1976 zum Leiter des Internationalen Büros bei der Gesellschaft für Strahlen- und Umweltforschung in Neuherberg (heute Helmholtz-Zentrum München) bestellte. Wie auch die ähnlichen Büros in anderen Großforschungseinrichtungen diente es als Projektträger für die internationalem Kooperationsvorhaben des Forschungsministeriums. Von 1978 bis 1981 vertrat er dann das Ministerium in der Vertretung der Bundesregierung in West-Berlin.
1982 erfüllte sich Brenners größter Berufswunsch, als er zum Wissenschaftsreferenten der deutschen Botschaft in Israel ernannt wurde. Es handelt sich um eine besonders anspruchsvolle Aufgabe, da für viele deutsche Wissenschaftsorganisationen und Universitäten die Zusammenarbeit mit Israel höchste Priorität hat. So liest sich die Liste der Kooperationspartner wie ein Who-is-who der deutschen Spitzenforschung. Brenners Hingabe zu dieser Aufgabe verschaffte ihm große Anerkennung, obwohl oder vielleicht auch gerade weil seine Persönlichkeit und sein Arbeitsstil nicht der des klassischen Diplomaten entsprach. Nun war er auch wieder mit seiner Schwester, die in Ramat Gan wohnte, eng verbunden.
Nach seiner Pensionierung 1990 wirkte Brenner an der „Abwicklung“ der internationalen Beziehungen der ehemaligen Akademie der Wissenschaften der DDR mit. 1992 wurde er Berater des Kernforschungszentrums Karlsruhe (heute Karlsruher Institut für Technologie) für die Zusammenarbeit mit Nuklearwissenschaftlern der kurz zuvor zerfallenen Sowjetunion. Die Forschungsaufträge sollten einerseits den nun entthronten und schlecht bezahlten Waffenforschern neue Perspektiven bieten und ihrem Abwandern in andere Länder vorbeugen, andererseits besondere Einrichtungen der sowjetischen Forschung für Großexperimente der Reaktorsicherheit nutzen, die in Deutschland kaum durchführbar gewesen wären. Brenner leistete mit seinen Kenntnissen der russischen Verhaltensweisen und Organisationsstrukturen unverzichtbare Beiträge zu den Verhandlungen und der zielgenauen Finanzierung der Vorhaben. Anfang 1994 wurde diese Aufgabe vom International Science and Technology Center (ISTC) übernommen, das von der Europäischen Union, Japan und den USA finanziert wurde. Brenner übernahm die Vertretung der EU im Moskauer Büro des ISTC und konnte so noch einmal einige Jahre in Russland leben.
Zurück in Berlin arbeitete er im Kuratorium der Stiftung „Denkmal für die ermordeten Juden Europas“ mit. Er engagierte er sich in der Jüdischen Gemeinde Berlin und wurde im Mai 2001 als Nachfolger von Andreas Nachama zu ihrem Vorsitzenden gewählt. Für die wichtigste Aufgabe, vor der die Gemeinde in dieser Zeit stand, die Integration der großen Zahl von Zuwanderern aus der früheren Sowjetunion, war er wie kein anderer prädestiniert. Am 3. Dezember 2008 wurde er mit der Würde des Stadtältesten geehrt.
Nur zwei Wochen nach der Feier seines 90. Geburtstages starb Alexander Brenner am 28. Oktober 2015 in Berlin.